# Мрасор
Мрасор (на сръбски: Мрасор, на сърбохърватски: Mrasor, на албански: Mrasori) е село в община Ораховац, Призренски окръг, в Косово. Според косовското преброяване от 2011 г. селото има 191 жители, всички албанци.
Според административното деление на Косово населеното място е част от Дяковски окръг.

## География
Село Мрасор се намира в етнографско-географската област Лапуша (Прекорупле, Прекорупа). Лапуша е хълмисто-планински район, който се намира между реките Клина, Мируша, Бели Дрин, Космач планина и Градине.

## Демография
Численост на населението според преброяванията през годините:
| Година | Брой на населението |
| ------ | ------------------- |
| 1948   | 107                 |
| 1953   | 98                  |
| 1961   | 117                 |
| 1971   | 153                 |
| 1981   | 192                 |
| 1991   | 254                 |
| 2011   | 191                 |

## Исторически личности
В село Мрасор ок. 1320 г. е роден Кесар Новак Мрасорович, потомък на призренския войвода Павел Новак и съподвижник (васал) на крал Вълкашин Мърнявчевич. Неговото име се споменува в един надпис (на гръцки) в църквата „Св. Богородица“ на острова Мали град в Преспанското езеро. В този надпис се казва, че храмът бил съграден и изписан от „господаря, всеблагочестивейшия кесар Новак (πανευτυχεστατu κεσαρος Νουακu), при владичеството на превисокия крал Влъкашин.“ От надписите (пак на гръцки), начертани около образите на Новака и на неговите домашни в същата църква, се вижда, че семейството му се е състояло от него, жена му всеблагороднейша кесарица госпожа Каля (πανευγενεστάτη κεσαρισα κυρ(ια) Καλή), дъщеря му – всеблагороднейша госпожа Мария (πανευγενεστάτη κυρ(ια) Μαρία) и синът му – всеблагороднейшия Амиралий (ό πανευγενέστάτος Αμηράλης). Освен тях кесар Новак има още двама сина – Абан Новко (Новак) и Каралюк Новак.